# Ред и закон (24. сезона)
Двадесетчетврта сезона серије Ред и закон је премијерно емитована на каналу НБЦ од 3. октобра 2024. године до 15. маја 2025. године.

## Глумачка постава
Мора Тирни се придружила главној постави на почетку сезоне. Мекад Брукс је напустио серију на крају сезоне.

## Улоге
- Рид Скот као Винсент Рајли
- Мекад Брукс као Џејлен Шо
- Мора Тирни као Џесика Брејди
- Хју Денси као ИПОТ Нолан Прајс
- Одеља Халеви као ПОТ Саманта Марун
- Тони Голдвин као ОТ Николас Бакстер

## Продукција
Дана 21. марта 2024, серија је обновљена за 24. сезону. Пред крај ТВ сезоне емитовања 2023–24, објављено је да ће водитељ/извршни продуцент Рик Ид напустити водећу серију ФБИ-ја да би се усредсредио искључиво на вођење серије РЕд и закон и стварање нових пројеката. „После шест година вођења две или више серија, а ЦБС сада преузима ФБИ на још три године, ово је био савршен тренутак да се повучем и усредсредим напоре на вођење Реда и закона и развој нових пројеката“ изјавио је Ид. Творац обе франшизе Дик Волф рекао је у изјави: „Рик је већ две деценије кључни члан породице Волф. Захваљујемо му на свом раду који је урадио на ФБИ-ју да би се серија покренула и радујемо се наставку нашег уметничког ортаклука на пољу Реда и закона и даље."
Продукција ове сезоне почела је 11. јула 2024. 22. јула 2024. објављено је да се Мора Тирни придружила глумачкој екипи ове сезоне, глумећи нову поручницу полиције. Тирнијева мења Камрин Менхајм (поручник Кејт Диксон) која је отишла на крају претходне сезоне. Директор серије и извршни продуцент Рик Ид описао је Тирнин лик поручницу Џесику Брејди као „праву непосредну стрелкињу“ даље наводећи да је „Она је опредељена на резултате и помало је идиосинкратична и ради ствари на свој начин“. Ид је такође приметио да ће се Брејдијева и детективи „осећати једни с другима” на почетку сезоне, описујући да њихова веза „није баш сјајна на почетку”. Ид је такође задиркивао обожаваоце да ће сазнати шта се догодило са Диксоновом у премијерној епизоди.
У другој епизоди серије, Мариска Харгитеј и Елизабет Марвел ће тумачити своје улоге капетанке Оливије Бенсон и адвокатице Рите Калхун из серије Ред и закон: Одељење за специјалне жртве. Директор серије и извршни продуцент Рик Ид рекао је да је Харгитејева „заиста саставни део епизоде“ и да ће имати значајне сцене са Хјуом Денсијем, Тонијем Голдвином и најновијим додатком глумачке екипе Мором Тирни. Ид, наводећи да су сцене „прилично жестоке и дешава се много сукоба“. Марвелова – која је раније глумила различите браниоце у изворној серији, као и више различитих ликова у изворној серији, Злочиначким намерама па чак и ОСЖ-у – поновиће своју улогу Рите Калхун, а њено последње појављивање је било у епизоди "Дуга рука сведока" двадесет и друге сезоне ОСЖ-а. Ид је даље приметио да је присуство Оливије Бенсон у епизоди подстакло потез да се Калхунова доведе у водећи брод. Ид је рекао: „[Бенсонова] има везу са оптуженим. Размишљали смо о избору адвоката и с обзиром на чињенице случаја – и шта се заиста дешава у случају – мислили смо да ће тај лик који Елизабет игра бити савршен, посебно с обзиром на то да има већ постојећу везу са Бенсоновом, то је било природно, тако да смо узбуђени због тога.
У још једној надолазећој епизоди серија је поставила Рајана Еголда, звезду НБЦ-ове медицинске драме Нови Амстердам као Мета Рајлија, брата детектива Винсента Рајлија (Рид Скот). Рик Ид је задиркивао: „[Он је] једном ногом у свету злочина. Његов брат је на крају умешан у случај [који они истражују] и на крају нам је потребна његова помоћ да се реши случај“.
Дана 18. јула 2025. године објављено је да Мекад Брукс одлази након три сезоне, што је била „заједничка одлука“ и глумца и продуцената.

## Епизоде
| Бр. у серији | Бр. у сезони | Назив                     | Редитељ         | Сценариста                                                                  | Пpемијерно емитовање | Пpод. код | Гледаност у САД (милиони) |
| --- | ------------ | ------------------------- | --------------- | --------------------------------------------------------------------------- | -------------------- | --------- | ------------------------- |
| 502 | 1            | "Ухвати и уби"            | Ерик Ла Сејл    | Рик Ид и Арт Аламо                                                          | 3. октобар 2024.     | 2401      | 3.64                      |
| Бруклинска тужитељка Мејси Харпер пронађена је свирепо претучена на смрт у кући конфекционара Дилана Фипса са којим је била верена. Шо и Рајли прате где је била пре убиства и откривају да је боравила у склоништу за претучене жене, чиме је Фипс постао главни осумњичени. Фипс, међутим, има наизглед солидно покриће од свог пријатеља и власника десничарске новинске странице Кенета Лејна. Ускоро се појављују изненађујући видео докази, што је навело Марунову и Прајса да крену на Лејна као помоћника. Када је очевидац „тражио браниоца“ Марунова предузима драстичне мере, а Прајс покушава да је спречи да уништи и себе и своју каријеру. Са новом поручницом Џесиком Брејди задуженом за 27. испоставу, детектив Рајли се бори да се прилагоди свом командном стилу. |              |                           |                 |                                                                             |                      |           |                           |
| 503 | 2            | "Савршени човек"          | Дејвид Гросмен  | Скот Голд                                                                   | 10. октобар 2024.    | 2402      | 3.45                      |
| Тајлер Милер, оснивач апликације за упознавање са вештачком интелигенцијом под називом ЕЉИ (Енигматски љубавни интерфејс), убијен је у Централ парку. Шо и Рајли покушавају да схвате ко би и зашто ико убио „безнадежног романтичара“ попут Милера. Као доказ је обезбеђен ДНК, али он није пронађен у бази, поручница Брејди говори детективу Рајли да га провуче кроз месну базу података, што је поручница Диксон рекла да се избегава. Осумњичени је пронађен и ухапшен, али капетанка Оливија Бенсон из Одељења за специјалне жртве посећује 27. испоставу и буни се јер је осумњичена жртва силовања, а не убица. ИПОТ Прајс и ПОТ Марун су се изненадили када је Рита Калхун позвала Бенсонову као сведока одбране, покрећући етичку расправу о коришћењу месне ДНК базе података за кривично гоњење жртава као починилаца. Бенсонова тражи мишљење судинице Роберте Хајнс, а Прајс покушава да посредује између Бенсонове и Брејдијеве. Суђење је изазвало чланак у Новојоршком журналу „Може ли се ДНК жртве злочина користити против њих?“ |              |                           |                 |                                                                             |                      |           |                           |
| 504 | 3            | "Велики брат"             | Алекс Хол       | Рик Ид                                                                      | 17. октобар 2024.    | 2403      | 3.09                      |
| Факултетски кошаркашки тренер Ник Волш је опљачкан и убијен. Шо и Рајли прате и елиминишу осумњиченог за осумњиченим док побуда остаје неухватљива. Детектив Реј Валас зове Рајлија у вези са својим братом Метом који је оптужен за диловање оружја. Мет пристаје да постане доушник, али одустаје од свог договора да сведочи. Прајс је приморан да опозове сопственог сведока да сведочи како би открио скривени мотив оптуженог. |              |                           |                 |                                                                             |                      |           |                           |
| 505 | 4            | "Смисао живота"           | Лесли Хоуп      | Џенифер Вандербс                                                            | 24. октобар 2024.    | 2404      | 3.33                      |
| Када је цевна бомба пукла у Браонстоуну, Шо и Рајли морају да одреде ко је од њених становника био мета. Аутор књиге Играње са Богом Кристофер Хартвуд или докторка за плодност Сара Хартвуд. Прајс и Марунова гоне оптужбу за убиство првог степена против осумњиченог, упркос чињеници да је Сара још увек на апаратима за одржавање живота, иако је мождано мртва. Бранилац Брајан Ли позива др. Метјуа Калхуна да сведочи као вештак о Лазарусовом синдрому како би закључио да се није догодило убиство. Непосредно пре завршних речи, Марунова открива да Сара има клаузулу о Не оживљавању у свом тестаменту. |              |                           |                 |                                                                             |                      |           |                           |
| 506 | 5            | "Пријава"                 | Нестор Карбонел | Памела Векслер и Ађани Џексон                                               | 31. октобар 2024.    | 2405      | 3.62                      |
| Тринаестогодишњи хранитељ Ентони "Мрав" Тарнер оптужен је за убиство свог професора из средње школе Волтера Роудса. Бакстер жели да му суди као одраслом да пошаље снажну поруку о казни за убиство јавних службеника, али Прајс и Марунова желе да се нагоде са Ентонијем у замену за његово сведочење против директора Сајкса због непоштовања политике спречавање. Предлажу да његово непромишљено нечињење представља убиство из нехата јер није извршио одговарајући претрес, није упозорио наставника коме су претили и није звао полицију. Шоови покушаји да помогне Ентонију су поткопани Ентонијевом кривицом. |              |                           |                 |                                                                             |                      |           |                           |
| 507 | 6            | "Време ће показати"       | Милена Говић    | Рик Ид и Скот Голд                                                          | 7. новембар 2024.    | 2406      | 3.49                      |
| Деканка Мередит Вест са пресстижног факултета "Елсворт" је претучена на смрт. Шо и Рајли откривају отровни систем притиска како на родитеље тако и на ученике да успеју, с обзиром на цену намештања система да би добио смештај у „додатном времену“. Једна узнемирена студенткиња признаје, а онда њена мајка признаје да би заштитила ћерку. Детективи и тужиоци морају одредити кога ће осудити. ОТ Бактер је члан школског одбора и представља сукоб интереса. |              |                           |                 |                                                                             |                      |           |                           |
| 508 | 7            | "Истина и последице"      | Фред Бернер     | Памела Векслер                                                              | 14. новембар 2024.   | 2407      | 3.35                      |
| Професор новинарства Чарлс Бенет је на смрт претучен у својој кући. Његова супруга, судиница Медлин Бенет, позвана је да сведочи, али одбија да заузме став да сакрије сопствену тајну која угрожава не само њен посао, већ и њене прошле пресуде. Градоначелник се залаже, а Бакстер налаже Прајсу да понуди убици нагодбу да би заштитио њен углед. Марунова је такође оспорена да заштити другог сведока од депортације. Томас Нортон, коме је судиница дала отказ због пропалестинских политичких уверења, добија мању казну пошто је признао кривицу. |              |                           |                 |                                                                             |                      |           |                           |
| 509 | 8            | "Горки плод"              | Мајкл Смит      | Арт Аламо                                                                   | 21. новембар 2024.   | 2408      | 3.76                      |
| Наредник Џордан Харисон, официр из Одељења за наркотике 29. одељења Тешких кривичних дела, упуцан је с' леђа након рације због фентанила вредног више од пола милиона долара. Брејдијева се враћа у своју стару испоставу да истражи заједно са Шоом и Рајлијем. Метак одговара пиштољу Едија Вајта који је побегао током рације, али Вајт тврди да је један полицајац узео пиштољ са врећом дроге и новца. Харисонова камера на телу потврђује причу, а Брејдијева истражује ко би из екипе могао бити прљав. Осумњичени је пронађен и Бакстер жели да оптужи једно убиство да би послао поруку, али Прајс и Марунова су налетели на „плави зид“ покушавајући да пронађу колеге полицајце који ће сведочити. |              |                           |                 |                                                                             |                      |           |                           |
| 510 | 9            | "Државни непријатељ"      | Алекс Хол       | Скот Голд и Ађани Џексон                                                    | 16. јануар 2025.     | 2409      | 4.16                      |
| Рејмонд Џејмс Кларк је гурнут под воз у подземној железници. Шо и Рајли траже побуду уз само видео снимак јединствене наруквице као доказ. Ноа Туран, рођен у Америци, син власника ујгурског муслиманског ресторана, пронађен је са нечим што личи на бомбу Ц4. Цела екипа је мобилисана због терористичког напада, вероватно од стране ДАЕШ-а. Осумњичени је приведен и он нуди свог џихадисту Карима. На суђењу Прајс мора да убеди Бакстера да сведочи о употреби и злоупотреби закона ЗЈБПТ-а из 2006. које је саставио. „Операција мамац и замка“. |              |                           |                 |                                                                             |                      |           |                           |
| 511 | 10           | "Опште добро"             | Ерик Ла Сејл    | Синопсис: Рик Ид и Ађани Џексон Сценарио: Рик Ид                            | 23. јануар 2025.     | 2410      | 4.33                      |
| Угледни музички могул Вес Морган пронађен је убијен. Шо и Рајли проналазе видео и испитују жену виђену са Весом испред клуба која открива да је она детективка Ванеса Вошбурн из Одељења службе безбедности и да је Вес под истрагом због трговине људима. Пронађен је осумњичени који је покушавао да заштити своју ћерку. Прајс и Бакстер се не слажу око тога како би углед оптуженог у односу на жртву могао утицати на пресуду пороте. Вошбурнова је под притиском да сведочи, а Шо мора да докаже да је лагала на сведочењу. |              |                           |                 |                                                                             |                      |           |                           |
| 512 | 11           | "Најтежа ствар"           | Мајкл Пресмен   | Арт Аламо                                                                   | 30. јануар 2025.     | 2411      | 4.12                      |
| Богати творац странице Наслеђени ДНК Чарлс Харпер погубљен је у свом дому. Брејдијева, Шо и Рајли почињу да истражују очигледну побуду, похлепу, сумњајући прво на сина, а затим на ћерку. Оно што је почело као убиство за новац претвара се у могућност потпомогнутог самоубиства да би се спречила смрт од Пикове болести. Прајс и његов брат Томас имају сопствену расправу о лошем здрављу свог оца. |              |                           |                 |                                                                             |                      |           |                           |
| 513 | 12           | "Дужност заштите"         | Дејвид Гросмен  | Памела Векслер                                                              | 13. фебруар 2025.    | 2412      | 4.19                      |
| Тинејџерка је пронађена претучена и задављена на смрт, а пре препознавања, побуда остаје несхватљива. Њена историја рачунарске претраге води Шоа и Рајлија назад до њеног очуха Роналда Лосона. Њена мајка, филмска звезда Мишел Бурнс, даје Рону покриће, али ДНК га ставља на место догађаја. На његовом суђењу, снимак Кејтлин Лосон открива побуду − сексуално ју је очух злостављао од њене четрнаесте године. Роналд узима пиштољ судском чувару и убија се. Бакстер и Прајс се питају да ли и зашто Мишел није успела да заштити Кејтлин. Брејдијева је поново разговарала да би утврдио шта је знала и када, а затим је хапси. Почиње ново суђење са Мишел као оптуженом. Заступница Вирџинија Хоган жели да изнесе сведочење психологиње др. Лисе Менкин да Мишел није била у стању да прекине злостављање јер је и сама била сексуално злостављана од своје девете године и да је због тога развила дисоцијативни поремећај. Због начина на који јој је умрла сестра, Марунова саосећа са Бурнсовом и сматра да би сведочење требало да буде дозвољено. Судиница стаје на Прајсову страну па се Марунова расправља са Прајсом да би склопио нагодбу. |              |                           |                 |                                                                             |                      |           |                           |
| 514 | 13           | "У Бога се уздамо"        | Џон Беринг      | Џенифер Вандербс                                                            | 20. фебруар 2025.    | 2413      | 4.09                      |
| Млади адвокат који се противи Десет заповести у чартер школама Елајџа Фримен пронађен је пребијен на смрт. Детективи откривају његову тајну позадину − одрастао је као Елајџа Пенер у црквеној заједници Бејлор близу Хадсона у Њујорку. Испитују његове родитеље и Марту Ферчајлд која је добровољка у "Путу напретка" где се рехабилитују бивши осуђеници. Осумњичени је приведен, али Прајс има потешкоћа да извуче сведочење на суду због њихове ултраконзервативне, лудитске и одвајачке доктрине. Заступница Сузан Форестер из организације "Алтернативна правда" и ОТ Бакстер расправљају о затвору наспрам друштвеног рада као одговарајућој казни за смањено изјашњавање о убиству из нехата. Бакстер тражи од Прајса и Марунове осуду за убиство па они траже још доказа да докажу побуду. |              |                           |                 |                                                                             |                      |           |                           |
| 515 | 14           | "Цена коју треба платити" | Лоре Белси      | Скот Голд и Вилијам Лап                                                     | 27. фебруар 2025.    | 2414      | 4.03                      |
| Истраживање огледног лека доводи до убиства глумца. Шо се поново повезује са ментором који можда држи кључ за идентификацију осумњиченог. |              |                           |                 |                                                                             |                      |           |                           |
| 516 | 15           | "Прелазак црте"           | Фред Бернер     | Памела Векслер и Марли Шнајер                                               | 13. март 2025.       | 2415      | 3.53                      |
| Када је перспективни политичар пронађен мртав, Шо и Рајли расплићу приватни живот жртве како би идентификовали осумњиченог. Бакстер се повлачи како би помогао Прајсу да изнесе случај. |              |                           |                 |                                                                             |                      |           |                           |
| 517 | 16           | "Народни јунак"           | Карлос Бернард  | Рик Ид и Скот Голд                                                          | 27. март 2025.       | 2416      | 3.82                      |
| Брејдијева сарађује са бившим колегом како би пронашла осумњиченог за убиство који је постао народни јунак и који делује свеприсутно док се Бакстер, Прајс и Марунова сукобљавају око начина на који треба да се носе са повећаном пажњом јавности. |              |                           |                 |                                                                             |                      |           |                           |
| 518 | 17           | "Савршена породица"       | Мајкл Смит      | Рик Ид и Џенифер Вандербс                                                   | 3. април 2025.       | 2417      | 3.66                      |
| Кобни пад ученице доводи Рајлија до откривања породичних тајни о њеним последњим тренуцима. Прајс и Марунова зависе од сведочења детета како би решили невероватан случај убиства. |              |                           |                 |                                                                             |                      |           |                           |
| 519 | 18           | "Урођена пристрасност"    | Нестор Карбонел | Арт Аламо и Џоли Хуанг                                                      | 10. април 2025.      | 2418      | 3.66                      |
| Звезда кошарке у успону је убијен, остављајући екипу у очајничкој борби за траговима. Како хватање осумњиченог не иде по плану, Шо и Рајли заузимају чврст став о ономе што верују да су видели. |              |                           |                 |                                                                             |                      |           |                           |
| 520 | 19           | "Играње с' ватром"        | Џон Беринг      | Џенифер Вандербс                                                            | 17. април 2025.      | 2419      | 3.97                      |
| Тајанствени телефонски позив капетанки Бенсон из Одељења за специјалне жртве води детективе на место свирепог убиства. |              |                           |                 |                                                                             |                      |           |                           |
| 521 | 20           | "Греси оца"               | Шерон Луис      | Скот Голд и Ађани Џексон                                                    | 1. мај 2025.         | 2420      | 3.55                      |
| Убијени аутомеханичар је можда водио двоструки живот. Док детективи Шо и Рајли копају по његовој тајанственој прошлости, а тужиоци се током суђења боре са сложеним питањима кривице. |              |                           |                 |                                                                             |                      |           |                           |
| 522 | 21           | "Јака љубав"              | Марта Мичел     | Синопсис: Памела Векслер и Скот Голд Сценарио: Памела Векслер и Вилијам Лап | 8. мај 2025.         | 2421      | 3.45                      |
| Спортски агент, опседнут строгим љубављу, пронађен је избоден на смрт, остављајући екипи низ осумњичених који су желели да га нестане. Упркос обиљу доказа, Прајс и Марунова се брину да ће им недостатак мотива уништити случај. |              |                           |                 |                                                                             |                      |           |                           |
| 523 | 22           | "Окрени главу"            | Алекс Хол       | Рик Ид                                                                      | 15. мај 2025.        | 2422      | 3.67                      |
| Када је манекенка убијена, Шо и Рајли верују да је њихов осумњичени можда прешао са опседнутости на насиље. Марунини напори да смести осумњиченог близу места злочина стављају Прајса у невољу јер докази можда неће бити ваљани на суду. |              |                           |                 |                                                                             |                      |           |                           |

## Напомена
1. ↑  Епизода "Савршени човек" је унакрсна епизода са Одељењем за специјалне жртве.
2. ↑  Ово је први део дводелне епизоде "Играње с' ватром" која се завршава у серији "Ред и закон: Одељење за специјалне жртве".